# Bebryce hicksoni
Bebryce hicksoni är en korallart som beskrevs av Thomson och Henderson 1905. Bebryce hicksoni ingår i släktet Bebryce och familjen Plexauridae. Inga underarter finns listade i Catalogue of Life.